# Ninuki-renju
Ninuki-Renju är ett brädspel med fullständig information som spelas av två spelare på ett go-bräde med 19×19 rutor. Svarta och vita stenar placeras växelvis i skärningspunkterna mellan rutorna. Spelaren med svarta stenar börjar med att placera ut en sten på brädets mittpunkt (tengen). Därefter turas de båda spelarna om att lägga ut varannan sten.
Om en spelare omringar ett sammanhängande par av motståndarens pjäser fångas dessa stenar och tas omedelbart bort från brädet. 
Vinnare är den som först lyckas:
- lägga ut en obruten rad av fem stenar i egen färg, eller
- fånga fem par av motståndarens stenar.

För vinst krävs exakt fem stenar i rad utan möjlighet för motståndaren att fånga någon sten i den vinnande raden, en så kallad "perfekt femma". Sex eller fler stenar kallas för "overline".    
Om en spelare lägger en "operfekt femma" så är partiet inte färdigspelat, utan motståndaren ges möjlighet att i draget omedelbart efter fånga några stenar i raden och därigenom förstöra femman.  
Spelaren med de svarta stenarna tillåts inte forma en "dubbeltrea" utom när det krävs för att förstöra en operfekt femma. Denna regel har tillkommit för att balansera spelet och minska fördelen för den som börjar.
En mycket ovanlig situation uppstår om den ene spelaren får en perfekt femma samtidigt som motståndaren får sin femte fångst. Det kan inträffa om en sten genom fångst tas bort från en overline. Detta är det enda sätt varpå ett parti ninuki-renju kan sluta oavgjort.

## Historik
Ninuki-renju utvecklades av den japanske go- och renjumästaren Katsukiyo Kubomatsu i början av 1920-talet. 
Spelet hade, mellan 1923 och 1940, sin egen organisation, Ninuki Renju Sha, i Osakaområdet. De mest framstående spelarna var Y. Murashima och Kizan Kubomatsu.
1945 publicerade den amerikanske schackspelare Edward Lasker boken Modern Chess Strategy i vilken han kortfattat beskrev spelreglerna för ninuki-renju.
I USA har man sedan lanserat förenklade versioner av spelet, kallade chek-ro (1957) och pente (1977).
Sedan år 2000 tävlas det i Ninuki-Renju (med något reviderade regler) under Vielseitigkeitsturnier Hannover, arrangerad av Hannoverscher Go-Verein.